# Aegoidus calligrammus
Aegoidus calligrammus là một loài bọ cánh cứng trong họ Cerambycidae.